# Acmaeodera regularis
Acmaeodera regularis – gatunek chrząszcza z rodziny bogatkowatych i podrodziny Polycestinae.
Gatunek ten został opisany w 1822 przez George'a R. Waterhouse'a.
Ciało długości powyżej 9 mm. Przedplecze bez znaków na bocznych brzegach. Pokrywy silnie klinowate, najszersze w kątach barkowych. Na bokach pierwszych trzech sternitów brak szpatułkowatych szczecin.
Chrząszcz neotropikalny, znany z Kostaryki i Nikaragui.